# Braytonmotor

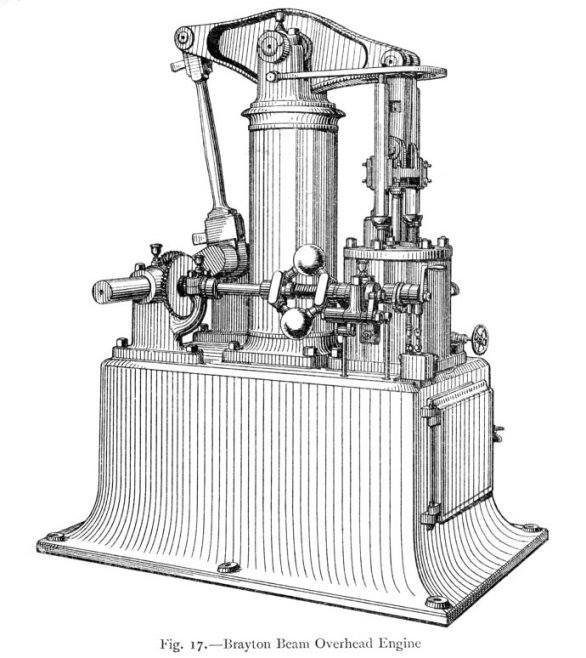
Braytonmotor 1875

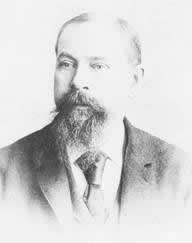
George Brayton

Ein Braytonmotor, in englischer Sprache bekannt als Brayton's Ready Motor, ist ein Verbrennungsmotor, der nach einem dem Brayton-Kreisprozess angenäherten Verfahren arbeitet. Namensgeber und Erfinder des Braytonmotors ist George Brayton. Braytonmotoren sind als Hubkolbenmotoren ausgeführt und benötigen mindestens zwei Zylinder, da immer mindestens ein Zylinder als Verbrennungszylinder und mindestens ein Zylinder als Expansionszylinder dient.

## Geschichte
Brayton meldete den Braytonmotor 1872 zum Patent an. Ursprünglich war der Braytonmotor ein Gasmotor; sein Wirkungsgrad ist besser als der eines Hugonmotors, aber schlechter als der eines klassischen Ottomotors. 1874 erhielt Brayton ein Patent auf ein Kraftstoffeinblassystem, um auch flüssige Kraftstoffe wie Rohöl und Petroleum verbrennen zu können. Ab 1876 vermarktete Brayton den Motor kommerziell; 1878 stellte er ihn auf einer Ausstellung in Paris aus. Der Braytonmotor hat jedoch im Motorenbau aufgrund seines schlechten Wirkungsgrades nie eine bedeutende Rolle eingenommen. Nur die eingesetzte Lufteinblasung des Kraftstoffes konnte durch den Dieselmotorenbau eine gewisse Verbreitung finden, da Diesel mangels eigener Lösung für ein Einspritzsystem eine Lufteinblasung ähnlich Braytons Lufteinblasung, allerdings mit deutlich erhöhten Drücken, verwendete.

US125166, Gasmotor mit einfachwirkendem Zylinder
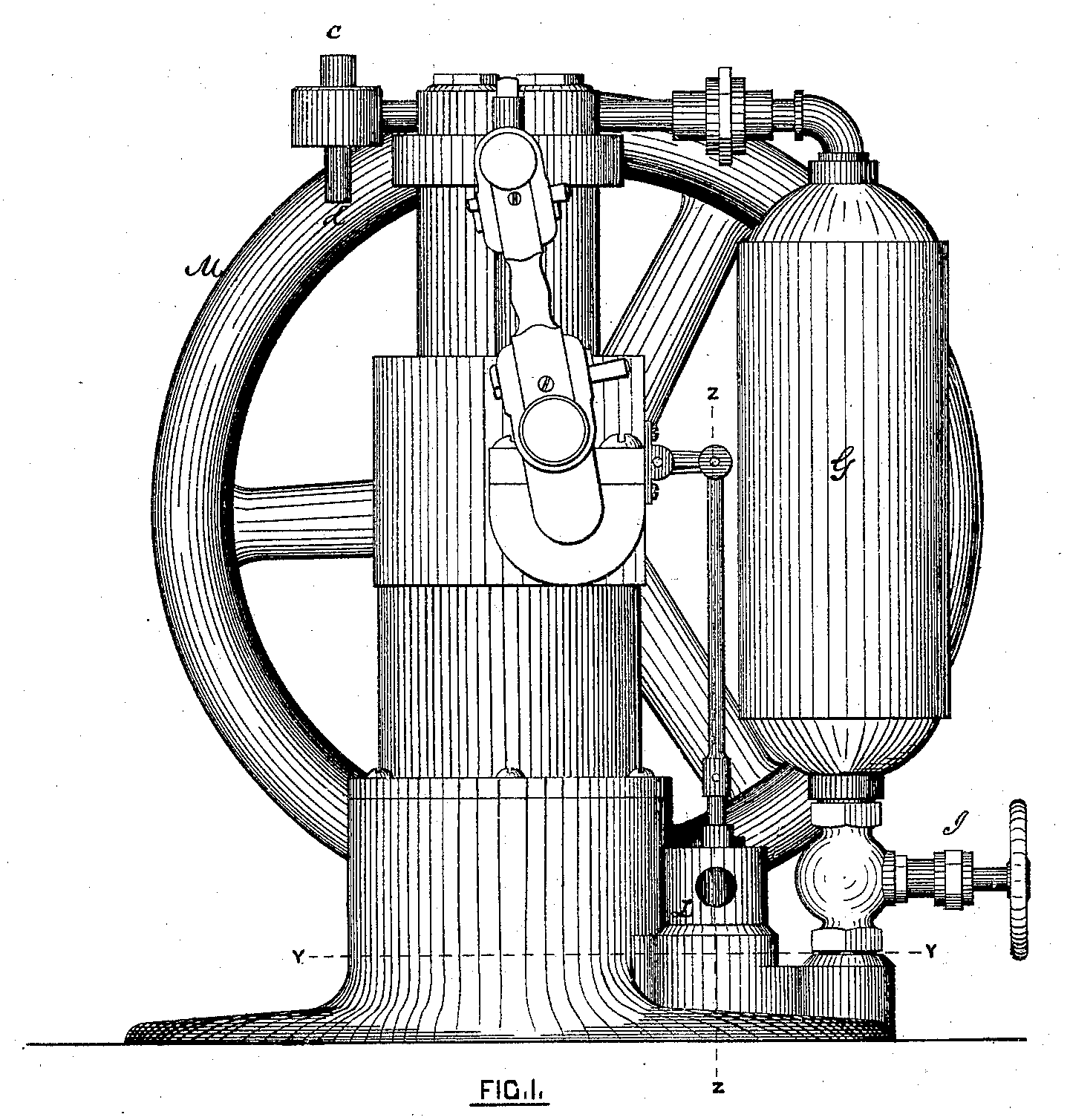
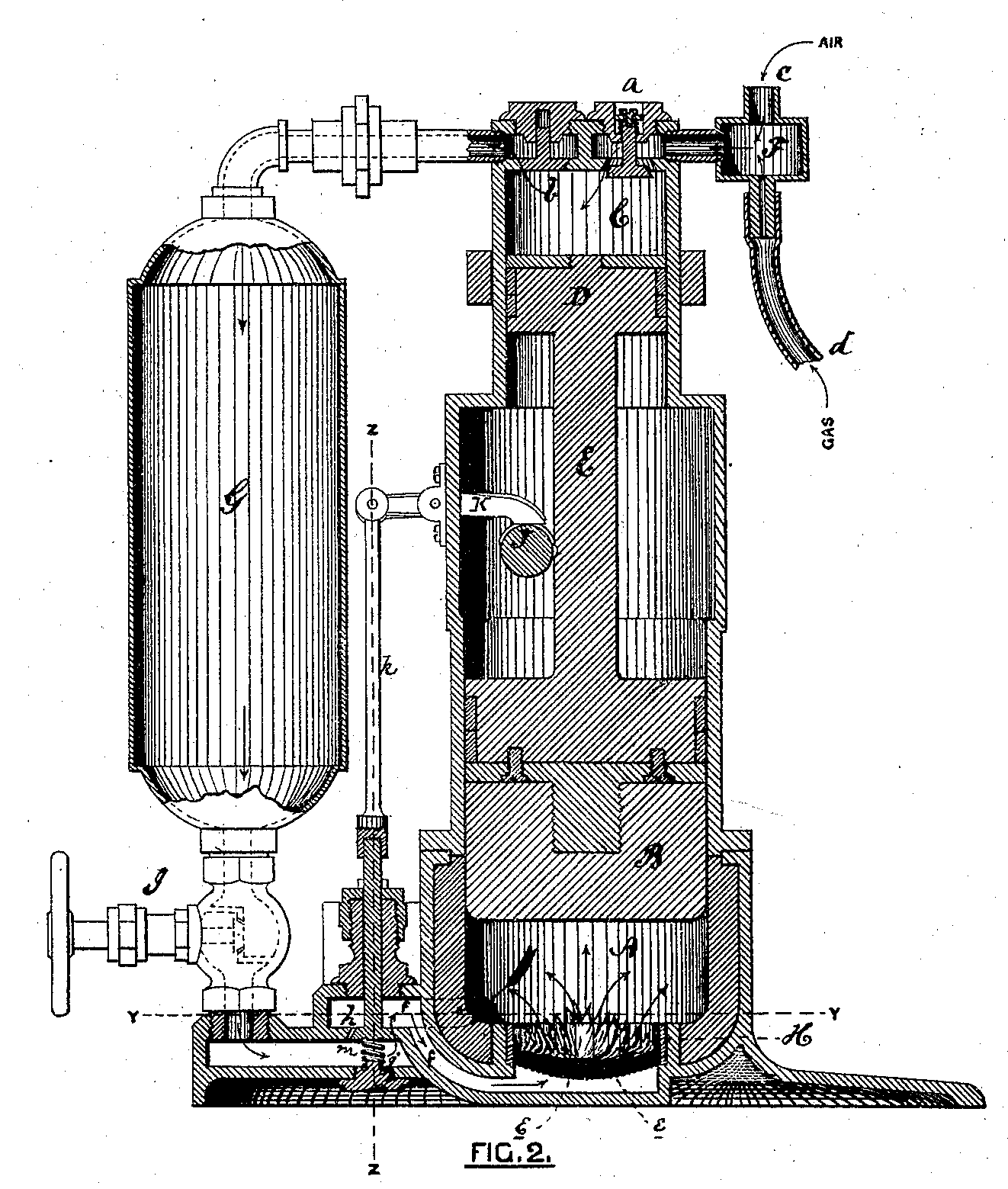
Schnittzeichnung
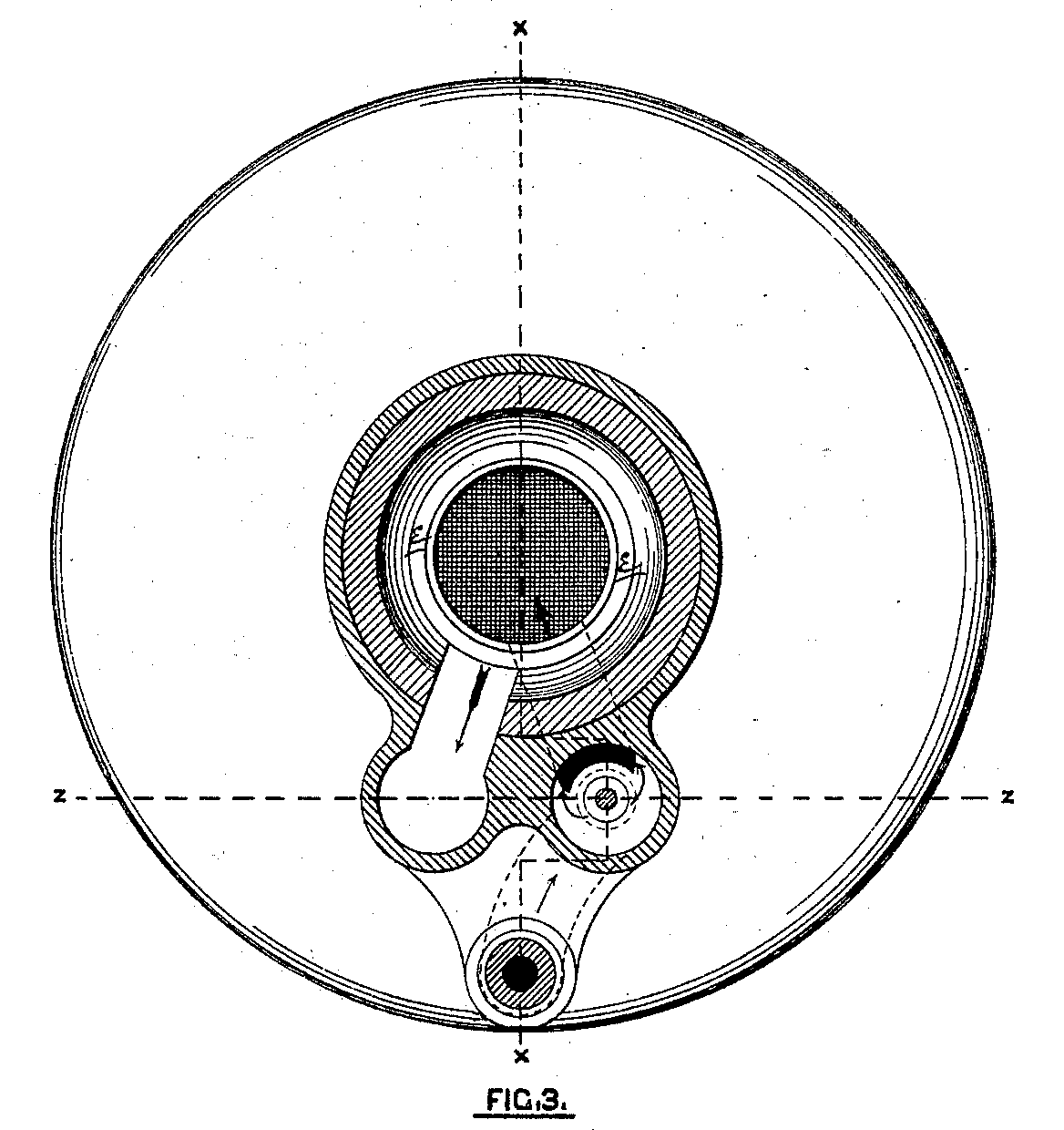
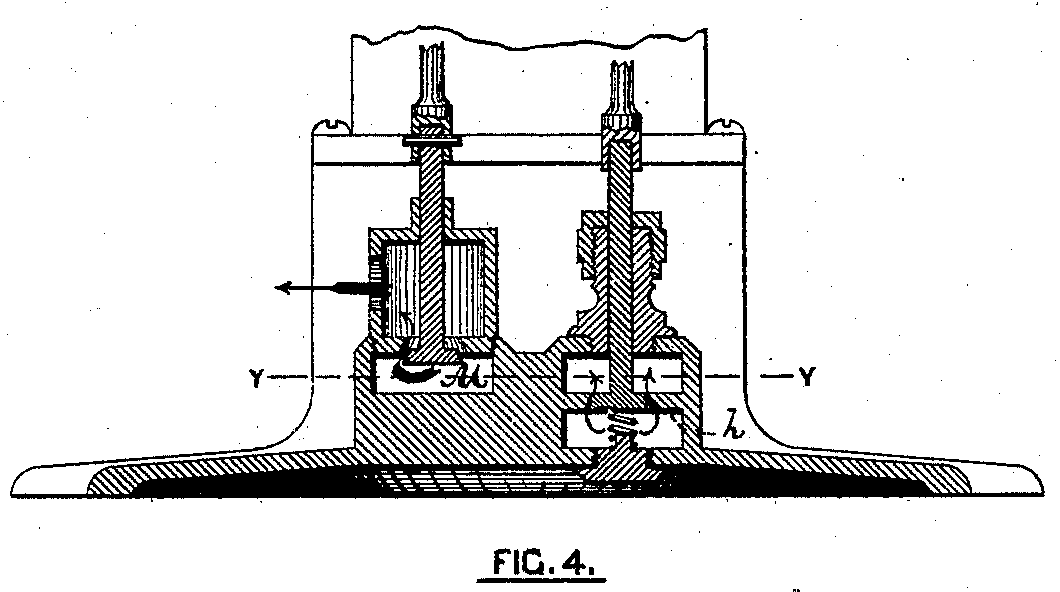
Animation

US151468, Motor mit einfachwirkendem Zylinder für flüssigen Kraftstoffe
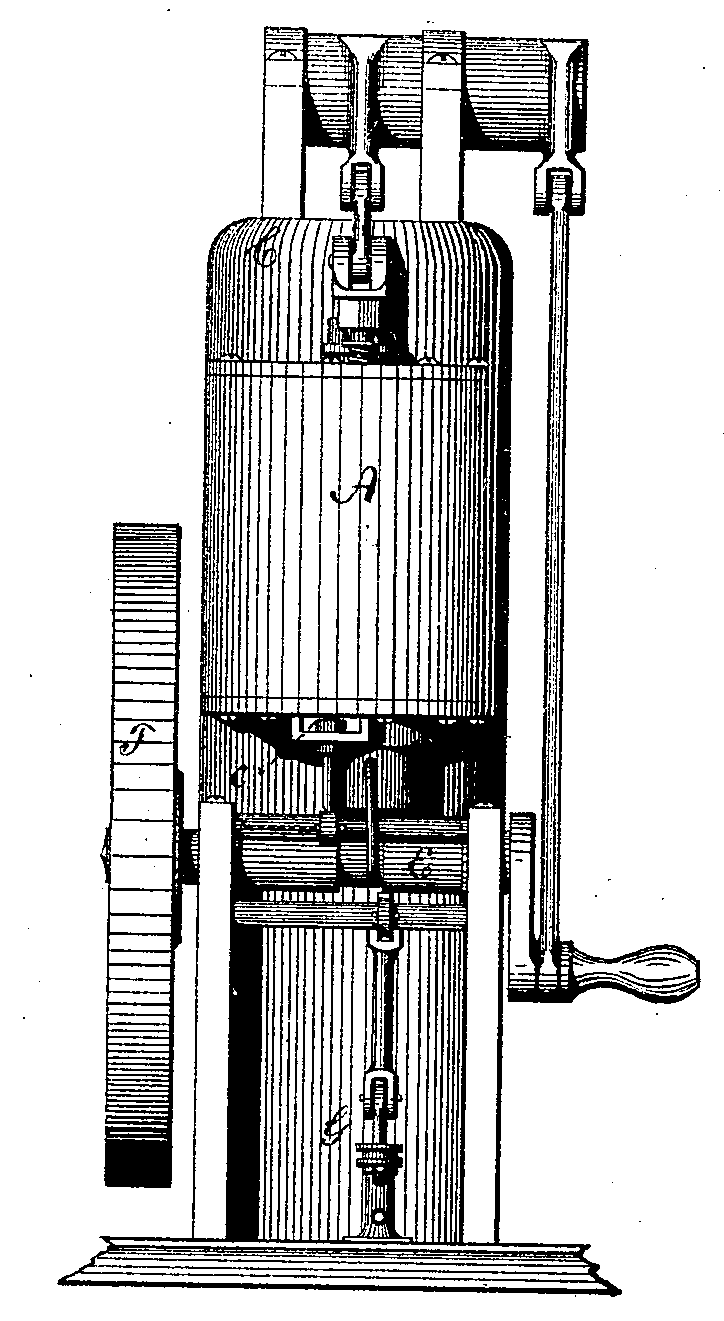
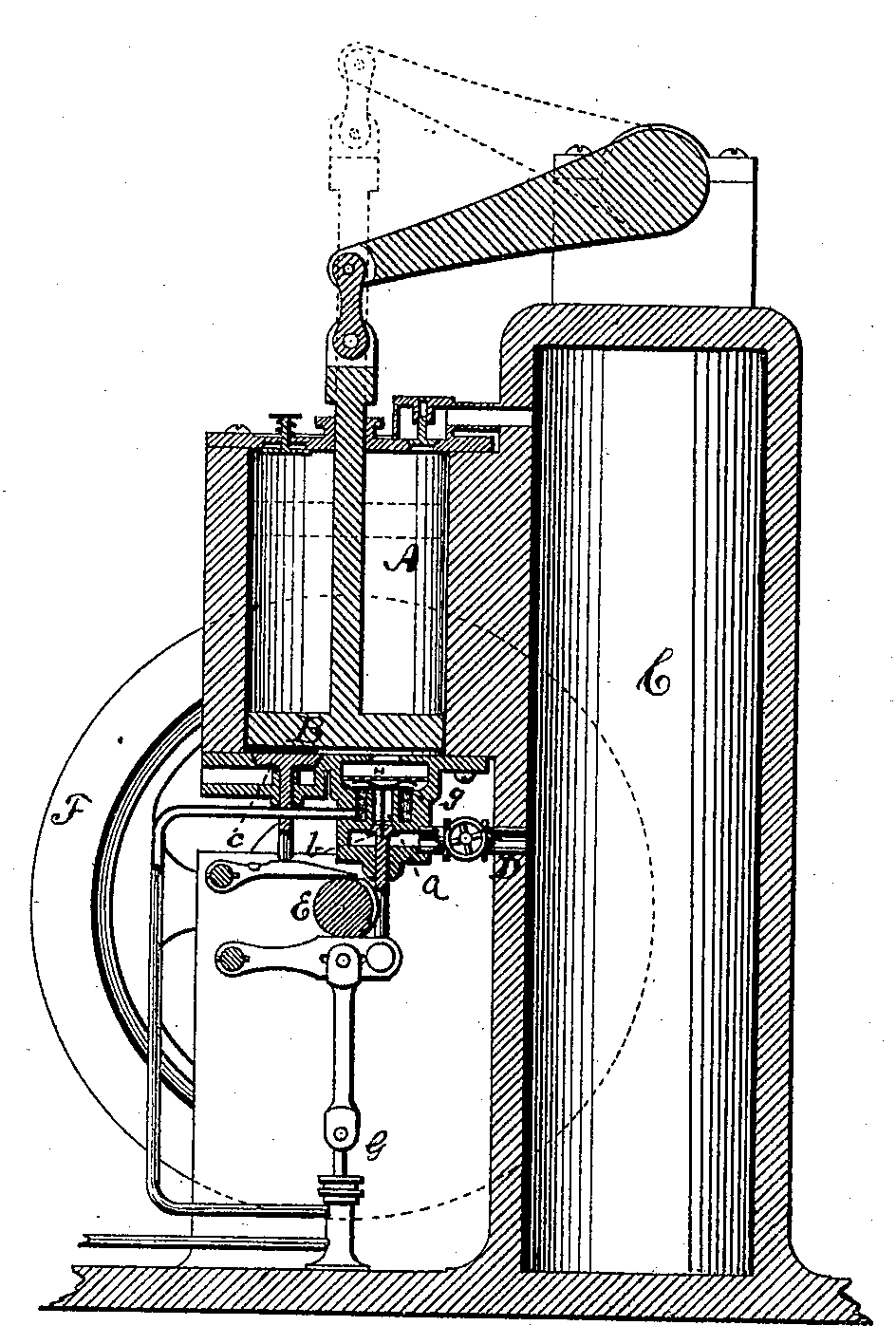
Schnittzeichnung
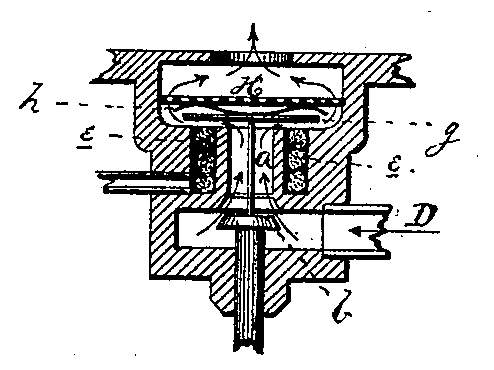

## Funktionsweise
In einem Braytonmotor gibt es einen Expansionszylinder und einen Kompressionszylinder in Tandemanordnung sowie einen separaten Gemischkessel. Der Expansionszylinder hat etwa doppelt soviel Hubraum wie der Kompressionszylinder (größere Bohrung). Die einfachwirkenden Kolben beider Zylinder sind über eine Kolbenstange verbunden und wirken auf eine Kurbel. Der Braytonmotor ist fremdgezündet und ventilgesteuert, je Zylinder hat er je ein Ein- und ein Auslassventil; bis auf das Auslassventil des Kompressionszylinders, das überdruckgesteuert ist, sind alle Ventile Tellerventile mit konischem Sitz und werden über Nocken und Kipphebel betätigt.
Der Ausstoßtakt des Expansionszylinders ist gleichzeitig Ansaugtakt im Kompressionszylinder und der Arbeitstakt im Expansionszylinders gleichzeitig Verdichtungstakt im Kompressionszylinder. Während eines Arbeitsspiels wird die Ladung, bestehend aus Brennstoff und Luft, in den Kompressionszylinder gesaugt, verdichtet, und im separaten Gemischkessel gespeichert. Der Druck in diesem Kessel beträgt etwa 60–80 lbf·in−2 über atmosphärischem Druck (5–6,5 atü). Das Gemisch wird im oberen Totpunkt des Expansionskolbens über ein gesteuertes Ventil aus dem Gemischkessel in den Expansionszylinder geleitet, gezündet und expandiert, während sich der Kolben zum unteren Totpunkt bewegt. Danach schiebt der wieder hochfahrende Kolben das Abgas in den Auspuff.
Die Zündanlage des Braytonmotors ist eine dauerhaft brennende Flamme. Dazu ist neben dem Einlassventil ein Bypass eingebaut, in den fein durchlöcherte Messingplatten mit einem Metallsieb eingesetzt sind. Durch diesen Bypass kann ständig Kraftstoff in den Brennraum nachströmen, ohne den Weg durch das Einlassventil gehen zu müssen. Um den Motor zu starten, wird ein Stöpsel gezogen und der Brennstoff am Metallsieb in Brand gesteckt. Dadurch, dass ständig Brennstoff vorhanden ist, der durch den Bypass nachströmt, erlischt die Flamme im Brennraum nicht. Beim Öffnen des Einlassventiles gelangt eine große Menge Gemisch aus Kraftstoff und Luft in den Expansionszylinder, der sich an der Flamme entzündet. Die Metallplatten im Bypass sollen verhindern, dass die Flamme in den Gemischkessel zurückschlägt und das Gemisch unkontrolliert entzündet, was den Motor zerstören würde.
Um das Problem einer Gemischkesselexplosion zu umgehen, rüstete Brayton den Motor auf Petroleumbetrieb um. Dazu schloss er an den Bypass eine Petroleumpumpe an, die eine passende Menge Petroleum auf das Metallsieb pumpt. Im Gemischkessel wird nun ausschließlich Luft verdichtet, die aufgrund geänderter Ventilsteuerzeiten hauptsächlich durch das Metallsieb drückt und so das Petroleum mitreißt und fein zerstäubt, sodass es im Expansionszylinder verbrennen kann. Als nachteilig erwies sich die starke Verrußung des Zylinderraumes, die eine regelmäßige Reinigung notwendig machte.

## Technische Daten (laut Professor Thurston, 1873)

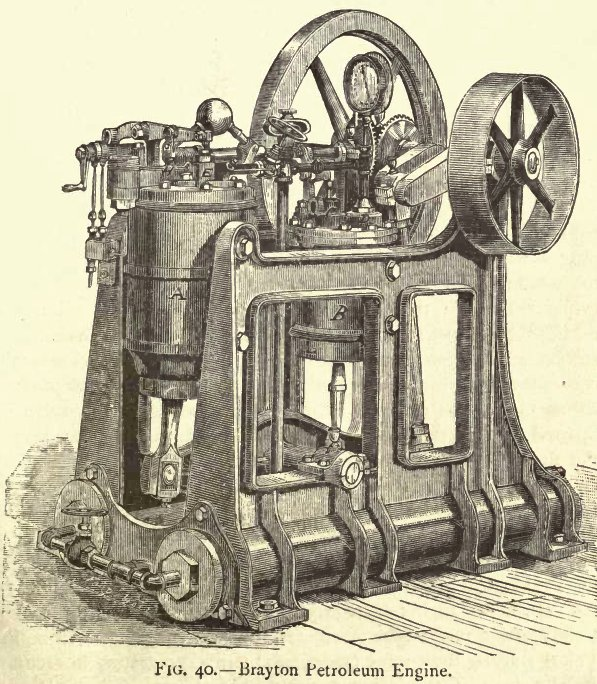
Braytonmotor im Werke Clerks

| Größe                             | Imperial           | Metrisch         |
| --------------------------------- | ------------------ | ---------------- |
| Zylinderbohrung                   | 8 in               | 203,2 mm         |
| Mittlere Kolbengeschwindigkeit    | 180 ft·min−1       | 91,5 cm·s−1      |
| Effektiver Mitteldruck            | 33 lbf·in−2        | 0,2275 MPa       |
| Geschätzte Bruttoleistung         | 5 bhp gross        | 3730 W           |
| Tatsächliche Bruttoleistung       | 8,62 bhp gross     | 6430 W           |
| Nettoleistung                     | 3,986 bhp          | 2970 W           |
| Brennstoffverbrauch               | 69,3 ft3·bhp−1·h−1 | 2,64 m3·kW−1·h−1 |
| Quelle, wo nicht anders angegeben | [ 11 ] [ 12 ]      | [ 11 ] [ 12 ]    |

## Bemerkungen
1. ↑  In der Quelle ist die Kolbenfläche angegeben, diese beträgt 50,26 in². Mit folgender Rechnung erhält man die Bohrung: 2×((50,26/π)^0,5)